# Saytzeff-Regel
Die Saytzeff-Regel (auch Saizew-, Saytzev-, Zaitsev- oder Zajcev-Regel) ermöglicht eine Vorhersage über das bei einer chemischen Eliminierungsreaktion entstehende Produkt. Sie wurde vom russischen Chemiker Alexander Michailowitsch Saizew (1841–1910) aufgestellt.
Sie besagt, dass eine basenkatalysierte Eliminierung nach E2 (die bimolekulare, einstufige Eliminierung) so abläuft, dass die thermodynamisch günstigere Doppelbindung in größerer Ausbeute entsteht, mit anderen Worten die höher substituierte Doppelbindung gebildet wird. Es wird also nicht, wie sonst üblich, das kinetisch kontrollierte Produkt, sondern das thermodynamisch günstigere Saytzeff-Produkt gebildet.
Das Saytzeff-Produkt ist meist die stabilere Konfiguration, da das intermediär entstehende Carbenium-Ion, vorausgesetzt es handelt sich um eine E1-Eliminierung, durch die Substituenten stabilisiert wird (+I-Effekt, Hyperkonjugation).
Die Ursache dafür ist, dass es bei unsymmetrisch substituierten Halogenalkanen zwei mögliche Zwischenprodukte der Eliminierung geben kann, je nachdem, an welcher Stelle ein Proton abgespalten wird. Von einem tertiären Kohlenstoffatom wird leichter ein Proton abgespalten als von einem sekundären. Das „wasserstoffärmere“ Kohlenstoffatom wird also bevorzugt deprotoniert.
Die Bildung des Saytzeff-Produkts wird durch hohe Temperaturen und Verwendung von sterisch nicht anspruchsvollen Basen begünstigt. So wird bei der Umsetzung von 2-Brom-2-methyl-pentan mit Kaliumethanolat zu 71 % das Saytzeff-Produkt (2-Methyl-2-penten) erhalten und nur zu 29 % das Hofmann-Produkt (2-Methyl-1-penten):
Intramolekulare Eliminierungen mit sterisch anspruchsvollen Basen, wie dem Kalium-tert-butanolat im unten gezeigten Beispiel, oder weniger leicht abzuspaltenden Abgangsgruppen laufen dagegen nach der Hofmann-Regel ab. Dabei entsteht zu 72 % die weniger hoch substituierte Doppelbindung, also das kinetisch kontrollierte Hofmann-Produkt: